# Адъяман
За едноименния вилает вижте Адъяман (вилает).
Адъ̀яман (на турски: Adıyaman) е град в източната част на южна Турция, административен център на едноименния вилает Адъяман. Разположен е на около 670 м н.в.. Адъяман е с население от 338 939 жители по данни от преброяването през 2008 г.